# Giuseppe Angelino
Giuseppe Maria Angelino (Envie, 25 aprile 1816 – Envie, 15 maggio 1901) è stato un generale italiano, decorato con la Croce di Cavaliere e quella di Ufficiale dell'Ordine militare di Savoia nel corso della seconda guerra d'indipendenza italiana.

## Biografia
Nacque a Envie, provincia di Cuneo, il 25 aprile 1816,  figlio di Giuseppe e di Maria Antonietta Morra. Arruolatosi nell'Armata sarda come soldato il 3 maggio 1833, fu promosso sottotenente nel 1837 e tenente nel 1846. Divenuto capitano nel 1848, partecipò alla prima guerra d'indipendenza italiana in forza nel 7º Reggimento fanteria della Brigata Cuneo, rimanendo ferito al braccio destro da colpo d'arma da fuoco nella battaglia di Novara del 23 marzo 1849. Divenuto maggiore nel 1854, partecipò successivamente alla seconda guerra d'indipendenza italiana in forza al 9º Battaglione bersaglieri, inquadrato nella 2ª Divisione del generale Manfredo Fanti. Si distinse nel corso della battaglia di Confienza e in quella successiva di Magenta del 4 giugno 1859, venendo per questo decorato con la Croce di Cavaliere dell'Ordine militare di Savoia, e poi con quella di Ufficiale.
Tenente colonnello nel 1860,  divenne colonnello assumendo il comando del 63º Reggimento fanteria, Decorato con due medaglie d'argento al valor militare fu promosso maggior generale nel 1864. partecipando successivamente alla terza guerra d'indipendenza italiana nel 1866 al comando della Brigata Bologna, inquadrata nella 13ª Divisione del tenente generale Luigi Mezzacapo. Quattro anni dopo, sempre al comando della Brigata bologna in forza alla 12ª Divisione al comando di Gustavo Mazè de la Roche, prese parte all'occupazione di Roma, distinguendosi nella presa di Porta Pia dove condusse i suoi soldati in combattimento sciabola in pugno. Promosso tenente generale nel 1874, venne collocato a riposo nel 1877. Morì a Envie dove fu tumulata la sua salma, il 15 maggio 1901.

### Fonti
1. 1 2  Bortolotti 1869, p. 435.
2. ↑  Pro Loco Magenta.
3. ↑  Scala 2020, p. 78.
4. ↑  Scala 2020, p. 90.
5. 1 2   L'Esercito illustrato, 1850,  p. 435. URL consultato il 12 marzo 2021.
6. ↑  Panorama.
7. ↑  Puletti, Dell'Uomo 1973, p. 117.
8. ↑  Puletti, Dell'Uomo 1973, p. 115.
9. 1 2  Ordine militare d'Italia sul sito della Presidenza della Repubblica